# Clive Wilson
Euclid Aklana „Clive“ Wilson (* 13. November 1961 in Manchester) ist ein ehemaliger englischer Fußballspieler. Als „Linksfuß“ konnte er sowohl als Außenverteidiger als auch im Mittelfeld eingesetzt werden und spielte in seiner 21-jährigen Profikarriere für die vier Erstligisten Manchester City, FC Chelsea, Queens Park Rangers und Tottenham Hotspur.

## Sportlicher Werdegang

### Manchester City
Wilsons Eltern stammten aus Jamaika und wanderten in den 1950er-Jahren nach England aus. Dort wurde der spätere Fußballer in Manchester geboren und nach dem Mathematiker Euklid benannt – dieser bevorzugte aber den phonetisch leicht entfernten, aber griffigeren Namen „Clive“. Er erlernte das Fußballspielen in der multikulturell geprägten Mannschaft „Moss Side“ und als vielseitig auf der linken Seite agierender Spieler weckte er schnell das Interesse des in der Heimat ansässigen Erstligisten Manchester City. „Erste Wahl“ waren die „Citizens“ für Wilson jedoch nicht gewesen, der in seiner Kindheit dem FC Liverpool angehangen und dabei die Flügelspieler Peter Thompson und Steve Heighway bewundert hatte. Auch waren die schwarzen Spieler Clyde Best und Ade Coker von West Ham United frühe Idole, mit denen er sich identifizierte.
In der Jugendmannschaft von Manchester City zählte Wilson schnell zu den besten Jahrgangs-Spielern und er war Teil des Teams, das in den Jahren 1979 und 1980 das Finale im FA Youth Cup erreichte – dort aber jeweils am FC Millwall bzw. Aston Villa scheiterte. Dazu war er ab der Saison 1979/80 Teil der Reservemannschaft und am 7. Oktober 1981 debütierte er in der ersten Mannschaft gegen West Ham United in der höchsten englischen Spielklasse. Es folgte im Dezember 1981 der erste Auftritt in der Startelf gegen die Wolverhampton Wanderers als Vertretung für Bobby McDonald als linker Verteidiger und der 2:1-Sieg brachte den „Citizens“ die vorübergehende Tabellenführung. Nach einer dreimonatigen Pause vertrat er McDonald gegen den FC Middlesbrough ein weiteres Mal, bevor er in der Partie gegen den FC Liverpool im linken Mittelfeld eingesetzt wurde. In der folgenden Spielzeit 1982/83 verzichtete Trainer John Bond auf Wilson im Abstiegskampf. Stattdessen bestritt dieser auf Leihbasis 21 Viertligapartien für Chester City, bevor er nach seiner Rückkehr und dem Abstieg der Citizens – sowie den Entlassungen von Bond und dessen Nachfolger John Benson – unter dem neuen Trainer Billy McNeill zu vergleichsweise moderaten elf Einsätzen in der Zweitligasaison 1983/84 kam. Nach diesem schleppenden Karrierebeginn spielte sich Wilson in den beiden folgenden Jahren stetig in die Mannschaft, wobei er als technisch begabter Linksfuß zu den Publikumslieblingen zählte. Körperlich war er eher von schmächtiger Natur, aber mit seinen spielerischen Fähigkeiten überzeugte er nach der Erstligarückkehr den ab 1986 hauptverantwortlichen Jimmy Frizzell, der fortan auf Wilson als Stammspieler setzte – bedingt auch durch den Wechsel von Paul Power zum FC Everton. Wilson bestritt alle 42 Ligapartien, die jedoch mit dem erneuten Abstieg als Tabellenvorletzter endeten. Bereits im März 1987 war Wilson an den Ligakonkurrenten FC Chelsea transferiert worden, wobei Manchester City die Ablösesumme von 250.000 Pfund zum Kauf des im Abstiegskampf dringend benötigten Stürmers Paul Stewart benötigte. Eine weitere Vereinbarung mit Chelsea sah vor, dass Wilson für den Rest der Saison 1986/87 auf Leihbasis in Manchester verblieb.

### FC Chelsea
Beim FC Chelsea bildete Wilson mit dem ebenfalls neu verpflichteten Tony Dorigo unter Trainer John Hollins ein Duo auf der linken Seite und drei Tage nach dem Debüt am ersten Spieltag der Saison 1987/88 gegen Sheffield Wednesday (2:1) schoss er beim 3:0-Sieg beim FC Portsmouth sein erstes Tor für die „Blues“. Die gute Frühform konnte der FC Chelsea jedoch nicht konservieren und nach dem Fall von Platz 2 in die Abstiegsregionen musste Wilson seinen zweiten Abstieg innerhalb von nur zwei Jahren über die Playoff-Spiele hinnehmen. Dabei hatte Wilson in den ersten fünf Monaten stets in der Startformation gestanden, war dann aber einem Umbau im Januar 1988 zum Opfer gefallen, bei dem Hollins weniger auf Wilsons spielerische Stärken setzte. Erst in der neuen Spielzeit 1988/89 kehrte Wilson ins Team zurück, zunächst als Ersatz für den Stamm-Linksverteidiger Dorigo und danach im linken Mittelfeld. In zuletzt genannter Rolle war er Teil des Teams, das eine überraschende 1:4-Niederlage gegen das unterklassige Scunthorpe United im Ligapokal einfuhr und in deren Folge Wilson erneut ausgemustert wurde. Trotz allem absolvierte er 32 von 46 Zweitligapartien, die dem FC Chelsea (mit deutlichem Abstand auf den zweitplatzierten Ex-Klub Manchester City) die Rückkehr in die erste Liga bescherten.
Wilsons drittes und letztes Jahr in Chelsea verlief frustrierend. Als Dorigos Ersatzmann erhielt er nur wenige Bewährungschancen im Herbst 1989 und nach einer 0:3-Heimniederlage gegen Aston Villa am Neujahrstag 1990 wurde er von dem 21-jährigen Graeme Le Saux verdrängt. Seinen letzten von 18 Ligaauftritten in der Spielzeit 1989/90 absolvierte er im April 1990 gegen den FC Everton (2:1), bevor es ihn für 450.000 Pfund zum Liga- und Stadtkonkurrenten Queens Park Rangers zog.

### Queens Park Rangers
Die Queens Park Rangers fühlten sich für Wilson im Gegensatz zu Chelsea „familiärer“ an und als „Underdogs“ kam das von dem Torjäger Les Ferdinand angeführte Team zu Beginn der 1990er-Jahre zu einigen Achtungserfolgen bis hinauf zum fünften Platz in der Saison 1992/93. Der Start verlief für Wilson zunächst holprig mit nur 13 Ligaeinsätzen in der Saison 1990/91, bevor er Stammspieler in den letzten vier Jahren war. Maßgeblich dafür war die Entscheidung des neuen Trainers Gerry Francis den eigentlich für das linke Mittelfeld verpflichtete Wilson als Linksverteidiger aufzubieten. Hier konnte Wilson seine Stärken in der Schnelligkeit und der Passgenauigkeit erstmals nachhaltig unter Beweis stellen und er zählte zu den Schlüsselspielern in der aufstrebenden Mannschaft. Immer wieder verstand es der Verein in dieser Zeit, durch gezielte Spielerverkäufe die finanzielle Situation ohne zu großen sportlichen Substanzverlust stabil zu halten. Erst der Transfer von Ferdinand im Jahr 1995 zu Newcastle United konnte nicht mehr kompensiert werden und im Jahr nach Wilsons Abgang stieg „QPR“ aus der Premier League ab.

### Tottenham Hotspur & Cambridge United
Ablösefrei wechselte Wilson im Sommer 1995 zu Tottenham Hotspur, das von seinem Förderer Gerry Francis trainiert wurde. Obwohl schon im fortgeschrittenen Fußballeralter von 33 Jahren, blieb er vier Jahre bei den „Spurs“, wenngleich in den letzten Spielzeit 1998/99 mit nur noch einem Einsatz im Ligapokal. Während seiner Tottenham-Zeit kam er mit prominenten Mitspielern wie David Ginola, Teddy Sheringham und Jürgen Klinsmann zusammen und er erzielte in 70 Ligapartien genau einen Treffer gegen Leicester City im September 1996. Nach seinem Weggang 1999 absolvierte er noch eine Saison 1999/2000 beim Drittligisten Cambridge United und verhalf diesem zum Klassenerhalt.

## Nach der aktiven Karriere
Nach dem Ende seiner Fußballerlaufbahn begann Wilson in Loughton als Lehrer in den Fächtern Sport, English, Mathematik, Geschichte und Geographie zu arbeiten.

## Titel/Auszeichnungen
- PFA Team of the Year (1): Saison 1984/85 (2. Liga)